# 海州站
海州站是陇海线的四等站，位于江苏省连云港市海州区，邮政编码为222023。
海州站建于1925年，在海州古城外，1998年因东陇海铁路复线改造而废弃。
规划的连盐铁路将新建海州站。
目前不办理客、货运营业。